# Benton Township (comté de Howell, Missouri)
Pour les articles homonymes, voir Benton Township.
Benton Township est un ancien township du comté de Howell dans le Missouri, aux États-Unis,.
Il est baptisé en référence à une famille locale.

### Source de la traduction
- (en) Cet article est partiellement ou en totalité issu de l’article de Wikipédia en anglais intitulé « Benton Township, Howell County, Missouri » (voir la liste des auteurs).